# Jelko Kacin
Jelko Kacin (Celje, 26 novembre 1955) è un politico sloveno, membro ed ex-presidente del partito Democrazia Liberale di Slovenia (LDS).

## Biografia
Si laureò in scienze della difesa nel 1980 all'Università di Lubiana. Negli anni successivi lavorò come consigliere nel comune di Kranj.
Nel 1990 divenne vicesegretario alla difesa nel governo di Lojze Peterle. L'anno successivo fu nominato ministro dell'informazione, carica che mantenne nel successivo governo di Janez Drnovšek. Nel 1994 sostituì Janez Janša come ministro della difesa del governo Drnovšek II.
Dopo un'iniziale adesione al Partito Democratico, entrò assieme alla maggioranza del partito in Democrazia Liberale di Slovenia.
Nel 1996 e nel 2000 fu eletto deputato all'Assemblea nazionale nelle file di LDS.
Alle elezioni europee del 2004 fu eletto al Parlamento Europeo. È stato vicepresidente della "Delegazione alla commissione di cooperazione parlamentare UE-Moldavia" e membro della "Commissione per gli affari esteri". È stato inoltre membro sostituto della "Commissione per i trasporti e il turismo", della "Delegazione alla commissione parlamentare mista UE-ex Repubblica iugoslava di Macedonia", della "Delegazione per le relazioni con la Penisola coreana", della "Delegazione per le relazioni con il Consiglio legislativo palestinese" e della "Delegazione per le relazioni con i paesi dell'Europa sudorientale".
Il 15 ottobre 2005 divenne presidente di LDS al posto di Anton Rop. Il 30 giugno 2007, a seguito della crisi interna del partito, lasciò la carica a Katarina Kresal.
Alle elezioni europee del 2009 ha confermato il proprio seggio. Attualmente è membro della "Commissione per gli affari esteri" e membro sostituto della "Commissione per i trasporti e il turismo" e della "Commissione per l'occupazione e gli affari sociali".